# Shekie Kongo
Shekie S. Kongo (ur. 13 czerwca 1949) – malawijski bokser, olimpijczyk.
Wystąpił na Letnich Igrzyskach Olimpijskich 1972 w wadze papierowej. W 1/16 finału miał wolny los (jako jedyny zawodnik w stawce). W pojedynku 1/8 finału został pokonany przed zakończeniem walki przez Chanyalew Haile z Etiopii.
Odpadł w 1/8 finału wagi papierowej podczas Igrzysk Brytyjskiej Wspólnoty Narodów 1970. Przegrał na punkty z Australijczykiem Peterem Butterfieldem.